# Gens Rúbria
La gens Rúbria (en llatí Rubria gens) va ser una gens romana d'origen plebeu que es menciona per primer cop durant el tribunat de Gai Grac. Mai va arribar a ser massa important durant la república. Durant l'Imperi va arribar més amunt i un membre de la família, Gai Rubri Gal, va ser cònsol l'any 101. Durant la república van portar els cognoms Ruga, Varró i Dossè (aquest darrer només apareix a les monedes). Durant l'Imperi van usar altres cognoms.
Alguns personatges de la família van ser:
- Rubri (tribú), tribú de la plebs
- Rubri (pretor), pretor romà
- Rubri (metge), metge romà